# Períssa
Períssa (en grec moderne : Περίσσα) est une ville grecque balnéaire située sur la côte sud de l'île de Santorin. Lors du recensement de 2011 la population était de 678 habitants.
En 2021, la ville compte 751 habitants permanents.
Perissa possède de magnifiques plages sur la mer Égée, dont la plage de Perissa elle-même. On y trouve les vestiges de l'ancienne église paléochrétienne de Sainte Irène, dont la forme contractée est le nom actuel de l'île, Santorin.